# Coppa di Slovacchia (pallavolo femminile)
La Coppa di Slovacchia di pallavolo femminile è un torneo per club della Slovacchia ed è posto sotto l'egida della Federazione pallavolistica della Slovacchia.
La prima edizione del torneo si è giocata nell'annata 1992-93 e la squadra che ha riportato il maggior numero di successi è lo Slávia Bratislava.

## Albo d'oro
| Edizione         | Edizione          | Podio                | Podio                                     | Podio                |               |
| Anno             | Sede della finale | Campione             | Risultato                                 | Finalista            |               |
| ---------------- | ----------------- | -------------------- | ----------------------------------------- | -------------------- | ------------- |
| 1992-93 Dettagli | -                 | Slávia Bratislava    | -                                         | -                    |               |
| 1993-94 Dettagli | -                 | Slávia Bratislava    | -                                         | SK ZU Zilina         |               |
| 1994-95 Dettagli | -                 | Slávia Bratislava    | -                                         | SK ZU Zilina         |               |
| 1995-96 Dettagli | -                 | Slávia Bratislava    | -                                         | SK ZU Zilina         |               |
| 1996-02          | -                 | Non disputata        | Non disputata                             | Non disputata        | Non disputata |
| 2002-03 Dettagli | -                 | Slávia Bratislava    | -                                         | MŠK Žiar             |               |
| 2003-04 Dettagli | -                 | Slávia Bratislava    | -                                         | Senica               |               |
| 2004-05 Dettagli | -                 | Slávia Bratislava    | -                                         | Doprastav Bratislava |               |
| 2005-06 Dettagli | Hnúšťa            | Slávia Bratislava    | 3 - 0 (25-18, 25-22, 25-19)               | VTC Pezinok          |               |
| 2006-07 Dettagli | Levice            | Senica               | 3 - 1 (23-25, 25-18, 25-18, 25-18)        | Slávia Bratislava    |               |
| 2007-08 Dettagli | Humenné           | Doprastav Bratislava | 3 - 0 (26-24, 25-21, 25-19)               | Slávia Bratislava    |               |
| 2008-09 Dettagli | Spišská Nová Ves  | Doprastav Bratislava | 3 - 1 (19-25, 25-21, 25-9, 25-18)         | Slávia Bratislava    |               |
| 2009-10 Dettagli | Spišská Nová Ves  | Slávia Bratislava    | 3 - 1 (25-19, 24-26, 25-17, 25-18)        | Doprastav Bratislava |               |
| 2010-11 Dettagli | Myjava            | Doprastav Bratislava | 3 - 0 (25-19, 25-20, 25-23)               | Slávia Bratislava    |               |
| 2011-12 Dettagli | Bratislava        | Doprastav Bratislava | 3 - 1 (25-22, 21-25, 25-19, 25-23)        | Slávia Bratislava    |               |
| 2012-13 Dettagli | Bratislava        | Slávia Bratislava    | 3 - 1 (22-25, 25-17, 25-22, 25-16)        | Doprastav Bratislava |               |
| 2013-14 Dettagli | Humenné           | Doprastav Bratislava | 3 - 0 (25-21, 25-16, 29-27)               | Slávia Bratislava    |               |
| 2014-15 Dettagli | Spišská Nová Ves  | Slávia Bratislava    | 3 - 1 (21-25, 25-7, 25-21, 27-25)         | Spišská Nová Ves     |               |
| 2015-16 Dettagli | Nitra             | Slávia Bratislava    | 3 - 1 (25-21, 23-25, 25-12, 25-23)        | Oktan Kežmarok       |               |
| 2016-17 Dettagli | Stará Ľubovňa     | Slávia Bratislava    | 3 - 1 (25-21, 23-25, 25-12, 25-23)        | UKF Nitra            |               |
| 2017-18 Dettagli | Prievidza         | Bratislavský         | 3 - 1 (25-20, 25-16, 20-25, 25-22)        | UKF Nitra            |               |
| 2018-19 Dettagli | Humenné           | Slávia Bratislava    | 3 - 2 (25-22, 25-20, 14-25, 26-28, 15-12) | Bratislavský         |               |
| 2019-20 Dettagli | Bratislava        | Pezinok-Bilíkova     | 3 - 2 (25-17, 23-25, 20-25, 25-21, 15-7)  | Slávia Bratislava    |               |
| 2020-21 Dettagli | Nitra             | Slávia Bratislava    | 3 - 0 (26-24, 25-23, 25-17)               | Nové Mesto n/V       |               |
| 2021-22 Dettagli | Komárno           | UKF Nitra            | 3 - 0 (25-14, 25-20, 25-16)               | Slávia Bratislava    |               |
| 2022-23 Dettagli | Poprad            | VKP Bratislava       | 3 - 0 (25-17, 25-17, 25-18)               | Slávia Bratislava    |               |
| 2023-24 Dettagli | Nitra             | Slávia Bratislava    | 3 - 0 (25-8, 25-23, 25-11)                | Nové Mesto n/V       |               |